# Merlin (fehérje)
A merlin (más néven neurofibromin 2 vagy schwannomin) az NF2 gén által kódolt sejtvázprotein. A II-es típusú neurofibromatózisban érintett tumorszupresszor. Szekvenciaadatok alapján az ERM-fehérjecsaládhoz hasonlít.
A merlin név a „moesin-ezrin-radixin-like protein” rövidítése.

## Gén
A humán merlint a 22. kromoszóma NF2 génje kódolja, az egérmerlin génje a 11., a patkányé a 17.-en található. A Drosophila melanogaster merlinje (Mer) az 1. kromoszómán van, és 58%-ban hasonlít humán homológjára. További merlinszerű gének ismertek számos állatból, és feltehetően a korai állatokban megjelent. A merlint nevezik még schwannominnak is, mely az NF2-betegségben megjelenő leggyakoribb tumorra, a schwannómára utal.

## Szerkezet
A gerincesmerlin 70 kDa-os fehérje. 10 ismert humánmerlin-izoforma van, a teljes molekula 595 aminosavból áll. Ezek közül a 2 leggyakoribb megtalálható egérben is (1-es és 2-es típusú, a 16. és 17. exon hiányában vagy jelenlétében térnek el). Minden ismert változata a legtöbb sejtváz-membrán szervezőfehérjében lévő FERM-doménnel kezdődik, melyet α-hélix-domén és hidrofil farok követ. Önmagával homo-, más ERM-fehérjékkel heterodimert képezhet.

## Funkció
A merlin membrán-sejtváz tartóprotein – aktinszálakat kapcsol össze a sejtmembránnal vagy a membrán glikoproteinjeihez. A humán merlin elsősorban idegszövetben és magzati szövetekben található, elsősorban adherens kapcsolatokban. Tumorszupresszor tulajdonságait feltehetően a kontaktmediált növekedésgátlás okozza. A Drosophila merlinjét az embrió utóbele, nyálmirigyei és imágólemezei expresszálják, és kissé eltér szerepe a gerincesmerlinétől.
Az 518. helyen lévő szerin foszforilációja befolyásolja a merlin funkciós állapotát. A merlin jelzőútja feltehetően néhány sejtnövekedés-irányító molekulát, például az eIF3c-t, a CD44-et, a fehérjekináz A-t és a p21-aktivált kinázokat is befolyásol.
A Drosophilán végzett kutatások szerint a merlin a Hippo-tumorszupresszorút szabályzója, mely emlősökben állandósult folyamat. A Hippo-út a sejtproliferációt és apoptózist koordináltan irányító jelzőút. A Hippo-utat könnyíti a merlin NEDD4L-mediált ubikvitinációja.
Az NF2 gén mutációi humán autoszomális domináns betegséget, II-es típusú neurofibromatózist okoznak. Ezt idegrendszeri tumorok jellemzik, ezek közt a leggyakoribbak a kétoldali vesztibuláris schwannómák (más néven hallóideg-neurómák). Az NF2 a tumorszupresszorgének közé tartozik.

## Kölcsönhatások
A merlin az alábbi fehérjékkel kölcsönhat:
- CUL4A,[15]
- DDB1,[15]
- EZR,[16]
- HGS,[17][18]
- MED28,[19]
- RIT1,[15]
- SDCBP,[20]
- SPTBN1,[21]
- VPRBP.[15]

## Fordítás
Ez a szócikk részben vagy egészben  a   Merlin (protein) című angol Wikipédia-szócikk ezen változatának fordításán alapul.  Az eredeti cikk szerkesztőit annak laptörténete sorolja fel. Ez a jelzés csupán a megfogalmazás eredetét és a szerzői jogokat jelzi, nem szolgál a cikkben szereplő információk forrásmegjelöléseként.